# Simon van der Meer
Simon van der Meer (24. listopadu 1925 Haag – 4. března 2011 Ženeva) byl nizozemský fyzik, který přišel s představou stochastického ochlazování při srážkách částic v částicovém urychlovači, umožňující objev intermediálních částic slabé interakce (W+, W− a Z0). Tyto částice byly pod vedením Carla Rubbii na urychlovači v CERNu v roce 1983 objeveny. Za tento objev získal van der Meer a Carlo Rubbia v roce 1984 Nobelovu cenu za fyziku.

## Biografie
V roce 1952 absolvoval Vyšší technickou školu v Delftu (Nizozemsko). Pak pracoval pro společnost Philips, než v roce 1956 přešel do CERNu. Zde pracoval až do svého důchodu v roce 1990.